# Oxymycterus rufus
Oxymycterus rufus é uma espécie de mamífero pertencente à família Muridae.